# تخفيف (كيمياء)

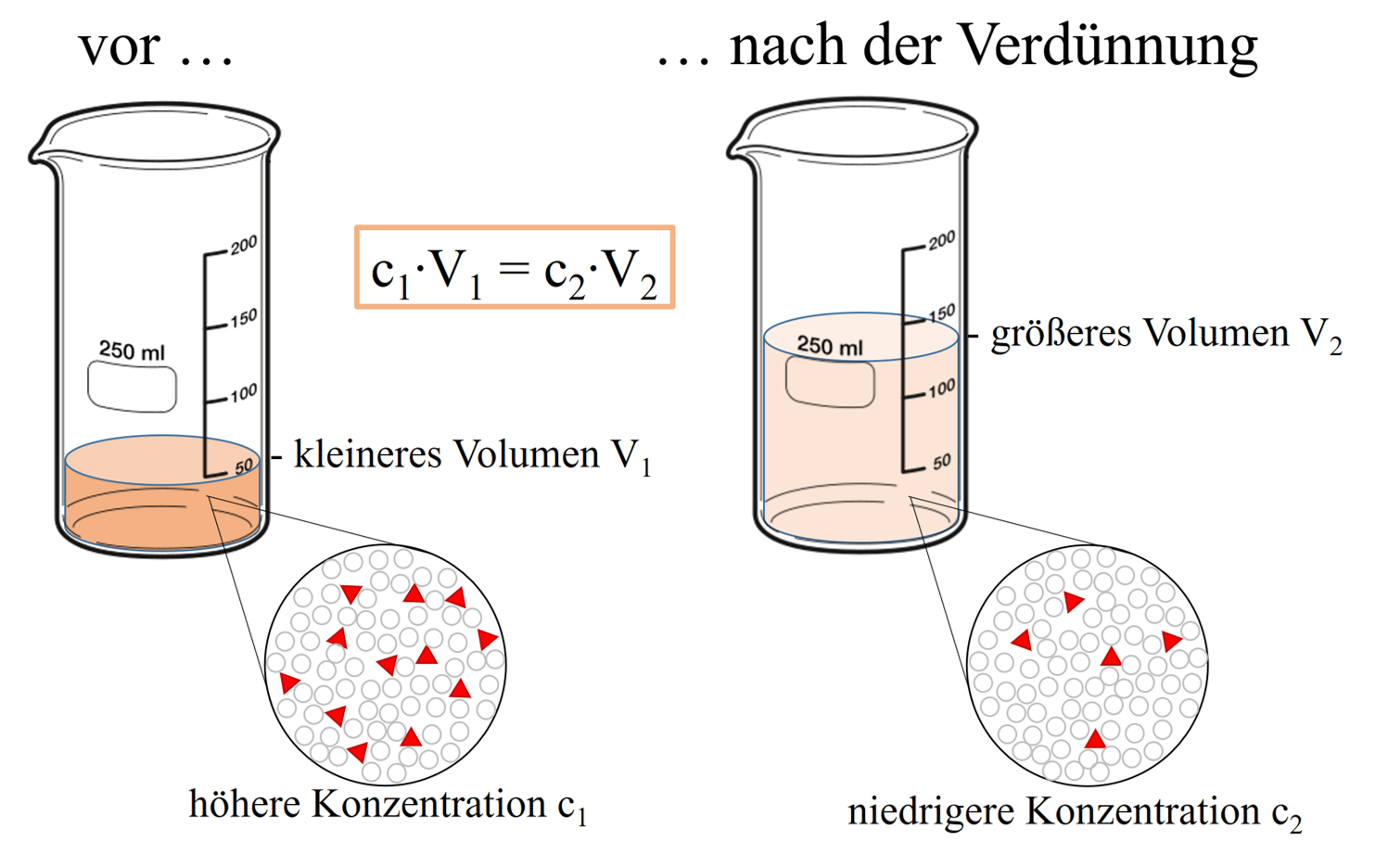

التخفيف هو خفض تركيز محلول، ويعرف أيضاً بالتمديد. ونخفف محلول لأحد الأملاح عن طريق إضافة كمية من المذيب إليه. ويعني تخفيف محلول إضافة كمية جديدة من السائل المذيب بدون إضافة جديدة للمذاب. ويخلط السائل جيدا للتأكد من تجانس المحلول.
أي أن عدد مولات المذاب لا يتغير بتخفيف المحلول، إلا أن حجمه وتركيزه يتغيران بالتخفيف.
وعلى سبيل المثال إذا أذبنا 10 جرام من ملح الطعام (المذاب) في 1 لتر ماء (المذيب)
فيكون للمحلول الناتج تركيز معين /أو مولية معينة. فإذا أضفنا 1 لتر ماء إلى محلولنا الذي حضرناه أعلاه من ملح الطعام فإن تركيز المخلوط الجديد تنخفض. ولا يزال المحلول المخفف الناتج يحتوي على 10 جرام من ملح الطعام / أو 171و0 مول NaCl.

## معادلة التخفيف
معادلة التخفيف كالآتي:
{\displaystyle C1\times V1=C2\times V2}
حيث:
C1: تركيز المحلول قبل التمديد، V1: حجم المحلول قبل التمديد، C2: تركيز المحلول بعد التمديد ويكون أقل من الأول، V2: حجم المحلول بعد التمديد ويكون أكبر من الV1.
لمعرفة حجم الماء النقي المضاف نقوم بطرح الحجم 1 من الحجم 2.
لكل عملية يوجد معامل محدد ويرمز له F، لمعرفة هذا المعامل نقوم:
{\displaystyle C1/C2}، أو {\displaystyle V2/V1}، بحيث أنه يكون معامل التمديد أكبر من واحد.

## مثال
أحسب حجم الماء الذي ينبغِ إضافته إلى 50 مللتر من محلول هيدروكسيد الصوديوم (NaOH) تركيزه 0,5 مولات لتحصل عل محلول من هيدروكسيد الصوديوم تركيزه 0,2 مولات، وما هو حجم الماء المضاف؟
الإجابة: الحجم1 = 0.05 لتر، التركيز1 = 0,5 مولات. الحجم2 = {مجهول}، التركيز2 = 0,2 مولات.
C1 X V1=C2 X V2 {\displaystyle \Longrightarrow } V2= C1 XV1/C2 {\displaystyle \Longrightarrow } V2= 50X0.5/0.2=125
V2 يساوي 125 مللتر.
حجم الماء المضاف: 125-50= 75 مللتر.

## اقرأ أيضا
- تركيز
- معدل التفاعل
- ثابت معدل التفاعل
- توازن ترموديناميكي
- توازن دينامي
- مول
- جزء مولي
- كتلة مولية
- نظام حركة حرارية